# Wolkersdorf im Weinviertel
Wolkersdorf im Weinviertel est une commune autrichienne du district de Mistelbach en Basse-Autriche, dans le Weinviertel.

## Histoire
Depuis le 16 mai 1809, l'empereur Franz I.(François Ier) résidait au presbytère de Wolkersdorf. Le 29 mai, il déclara dans le prospectus de Wolkersdorf adressé à Andreas Hofer qu'il ne signerait pas de traité de paix séparant le Tyrol de l'Autriche. Le contenu de cette proclamation a été annulé par l'armistice de Znojmo en juillet.
Entre le 7 et le 10 juillet 1809, l'empereur Napoléon prit son quartier général au château de Wolkersdorf lors de la bataille de Wagram. 
Le révolutionnaire Ernst Franz Salvator von Violand vécut à Wolkersdorf à partir de 1848 jusqu'à sa fuite aux États-Unis. 